# Dorfkirche Rehmen

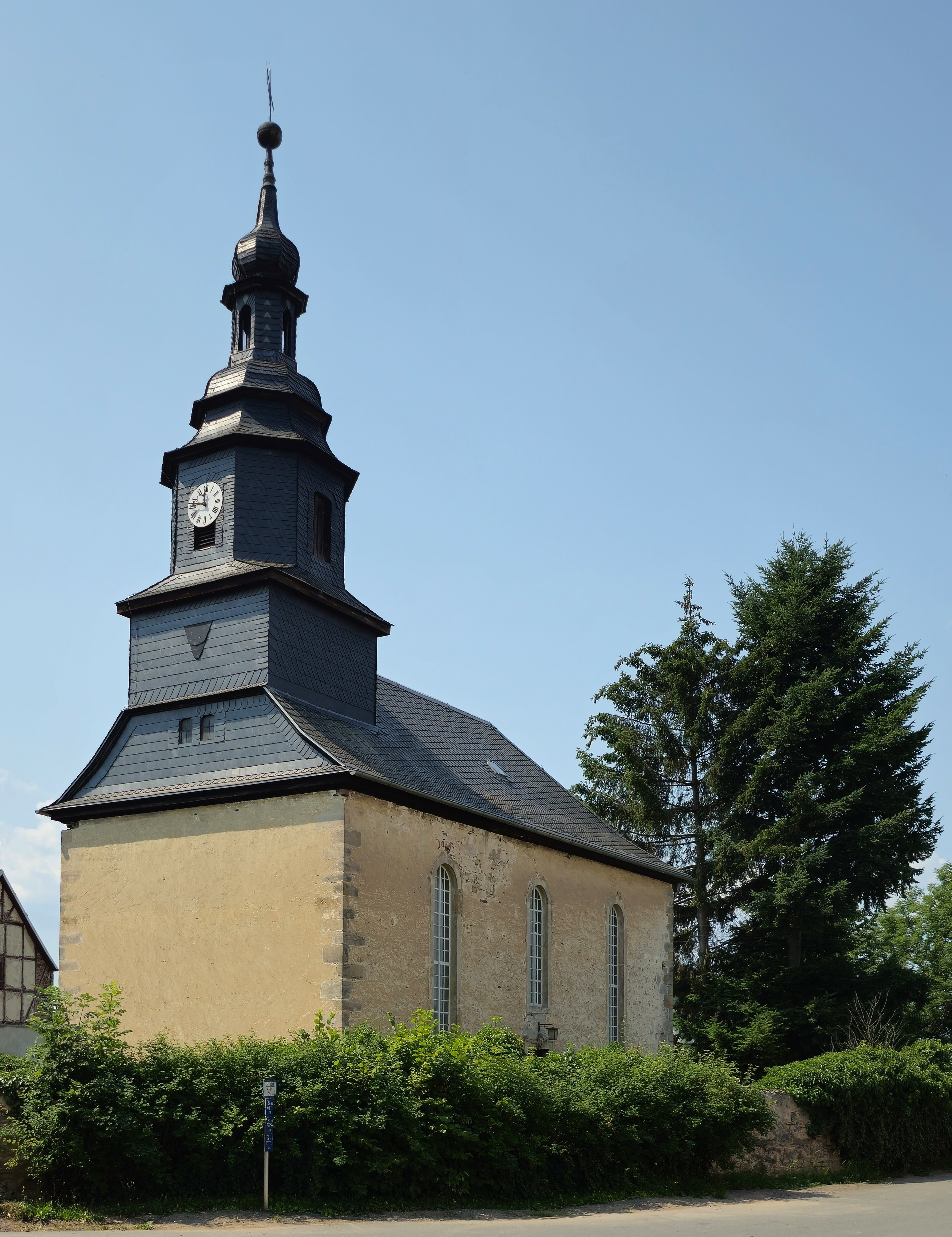
Dorfkirche Rehmen

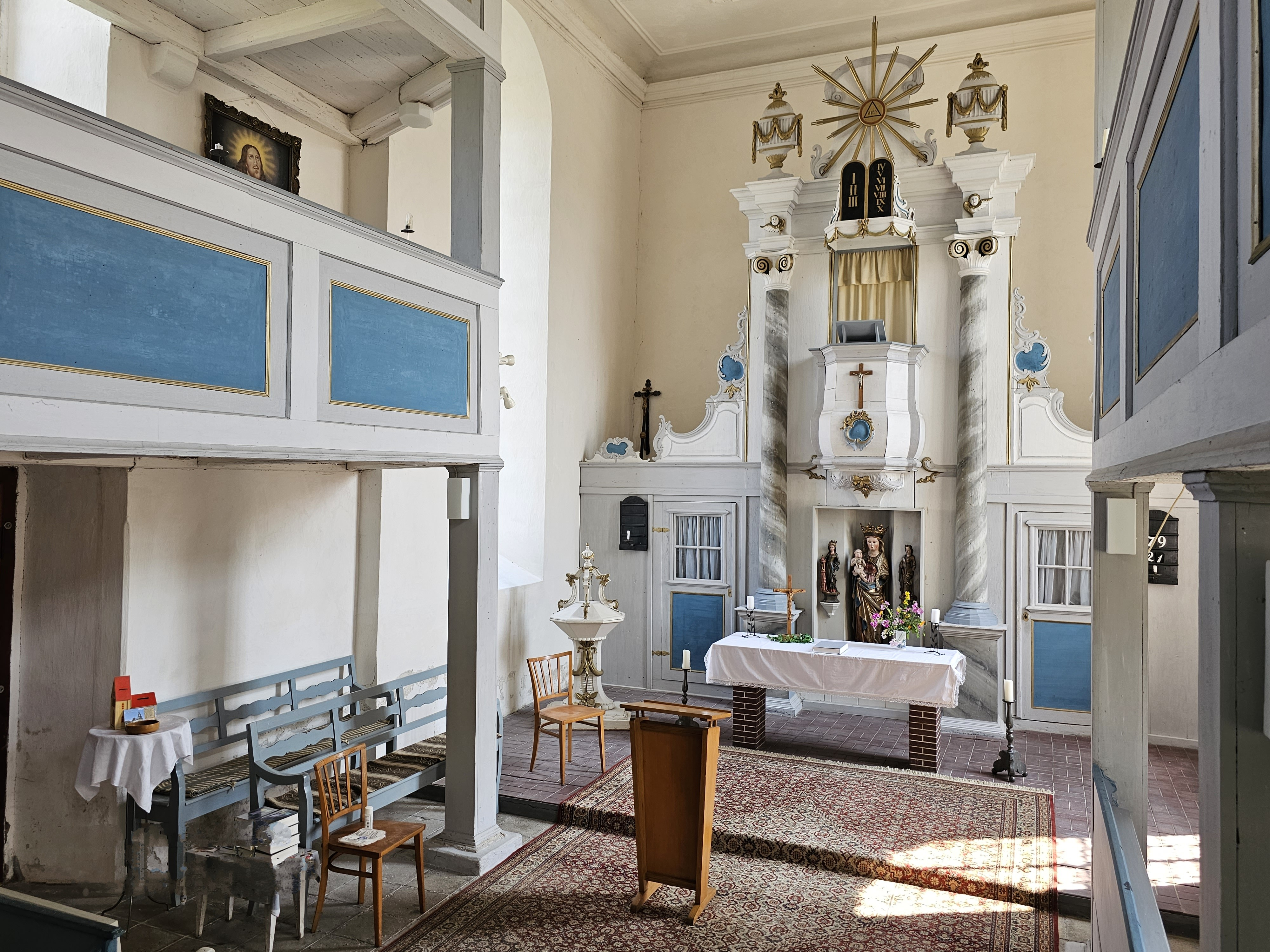
Innenraum mit Kanzelaltar (2023)

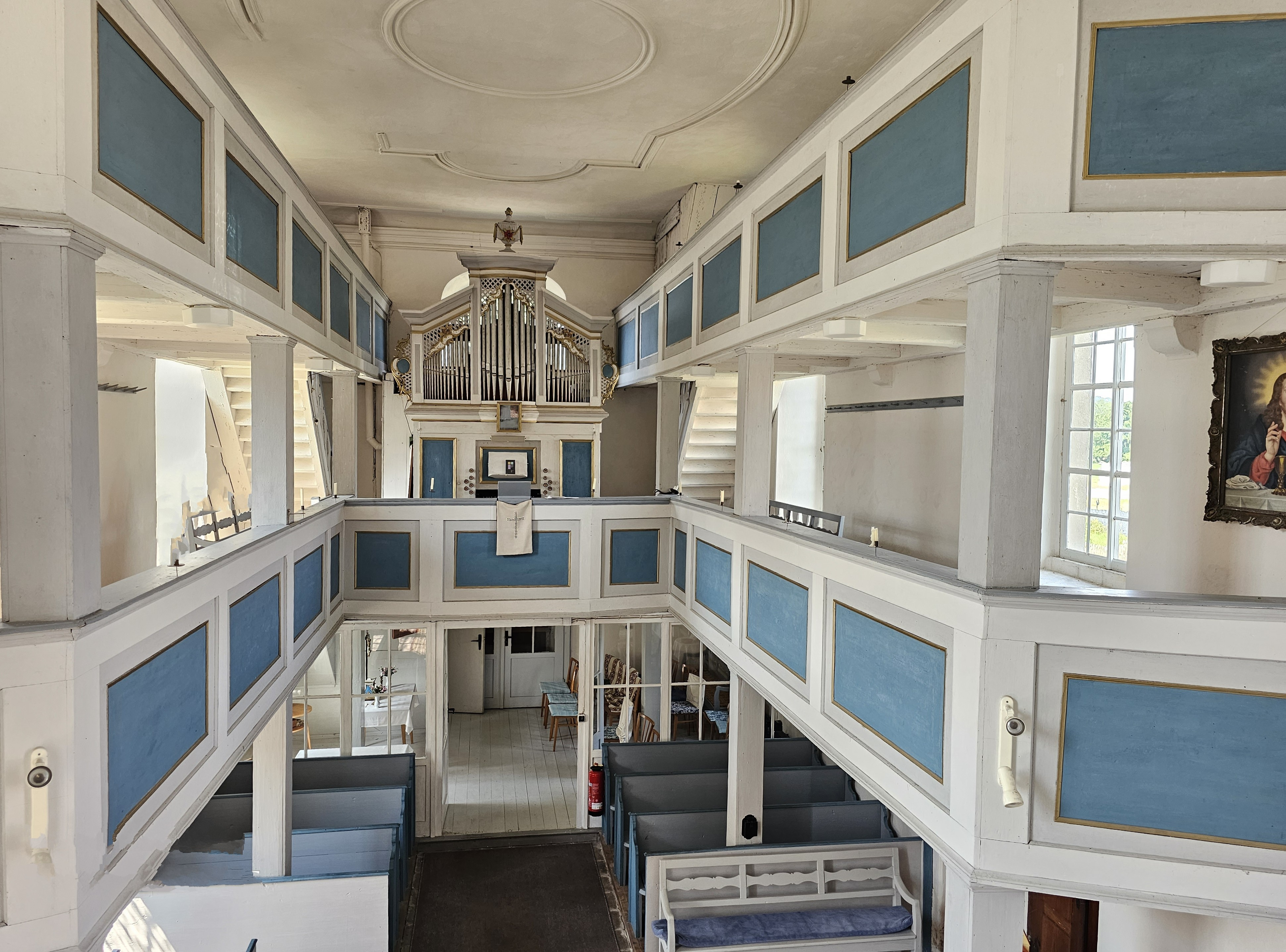
Blick zur Orgel

Die evangelische Dorfkirche Rehmen steht im Ortsteil Rehmen der Gemeinde Oppurg im Saale-Orla-Kreis in Thüringen.

## Geschichte
Das jetzige Kirchengebäude wurde 1786 geweiht. Die Feier des Kirchweihtages in Rehmen fällt traditionell auf den 1. Advent.
Der Kirchenneubau wurde notwendig, nachdem ihr Vorgängerbau, eine um 1478 erstmals erwähnte mittelalterliche Marienkapelle, um die Mitte des 18. Jahrhunderts baufällig geworden war. Beschreibungen zufolge hatte sie wenige kleine Fenster und ein hohes Dach mit einem kleinen Dachreiter in der Mitte – vergleichbar mit der Kirche in Kleindembach. Vom spätgotischen Flügelaltar der Kirche haben sich einzelne Figuren aus der Zeit um 1500 erhalten. Sandsteingewände und Dachziegel (Mönch und Nonne) des Vorgängerbaues finden sich teilweise in der hohen Kirchhofsmauer verbaut.
Die Kirche in Rehmen war ein Filial von Nimritz, wo sich auch Pfarrhaus und Schule befanden. Das Kirchenpatronat lag bei der Grundherrschaft Nimritz. Heute gehört die Kirchgemeinde Rehmen zum Kirchspiel Oppurg.
Äußerlich zählt das Gebäude zu den eleganten Thüringer Rokokokirchen. Wirkungsvoll erhebt sich ein beschieferter oktogonaler Dachreiterturm mit doppelt geschweifter Kuppel, Laterne und Zwiebelhaube an der Ostseite über dem Altarraum.
Das Kirchenschiff ist ein rechteckiger Saalbau mit zwei übereinanderliegenden umlaufenden Emporen. In dem von einer Stuckdecke überspannten Saal befindet sich ein Kanzelaltar im Stil des Rokoko mit ersten klassizistischen Anklängen. Über antikisierenden Säulen erscheint ein Tetragramm umgeben vom Strahlenkranz zwischen zwei Flammenvasen. Darunter auf dem Kanzeldeckel die Gesetzestafeln des Mose. Eine Taufe mit aufwändigen floralen Schnitzereien gehört zur Ausstattung. Der rechts an den Altaraufbau sich anschließende Rittergutsstand und die links sich anschließende Sakristei wurden Mitte des 20. Jahrhunderts entfernt. In der nördlichen Empore hängt ein früheres Altarbild mit einer Darstellung von  "Christus Brot und Wein segnend". Dabei handelt es sich um eine um 1857 entstandene Kopie des berühmten Gemäldes von Carlo Dolci aus der Dresdner Gemäldegalerie Alte Meister.
Sechs lange Fenster und ein ovaler Oculus in der Westseite sorgen für einen hellen Innenraum. Selten ist die originale Verglasung mit handgefertigten Scheiben aus dem 18. Jahrhundert, welche bei einer Neufertigung der Fenster vor wenigen Jahren entdeckt wurde und weitgehend erhalten werden konnte.
An der Westseite befindet sich die 1787 entstandene Orgel mit 10 Registern auf einem Manual und Pedal aus der Werkstatt des Christian August Gerhard (1745–1817) in Lindig, Sohn des Silbermannschülers Justinus Ehrenfried Gerhard (1710–1786).
Eine reich verzierte bronzene Glocke aus dem Jahr 1867 aus der Glockengießerei Ulrich in Apolda befindet sich im Turm. Daneben eine einfache Eisenglocke, welche nach dem Ersten Weltkrieg eine kriegsbedingt eingeschmolzene zweite Ulrich-Glocke ersetzte. Das Uhrwerk der jetzigen Turmuhr – eine Stiftung der Familie Günther – läuft seit 1902. Es wird bis heute täglich manuell aufgezogen. Eine hohe Mauer umgibt den gesamten Kirchhof, der bis 1965 als Begräbnisplatz der Gemeinde Rehmen diente.

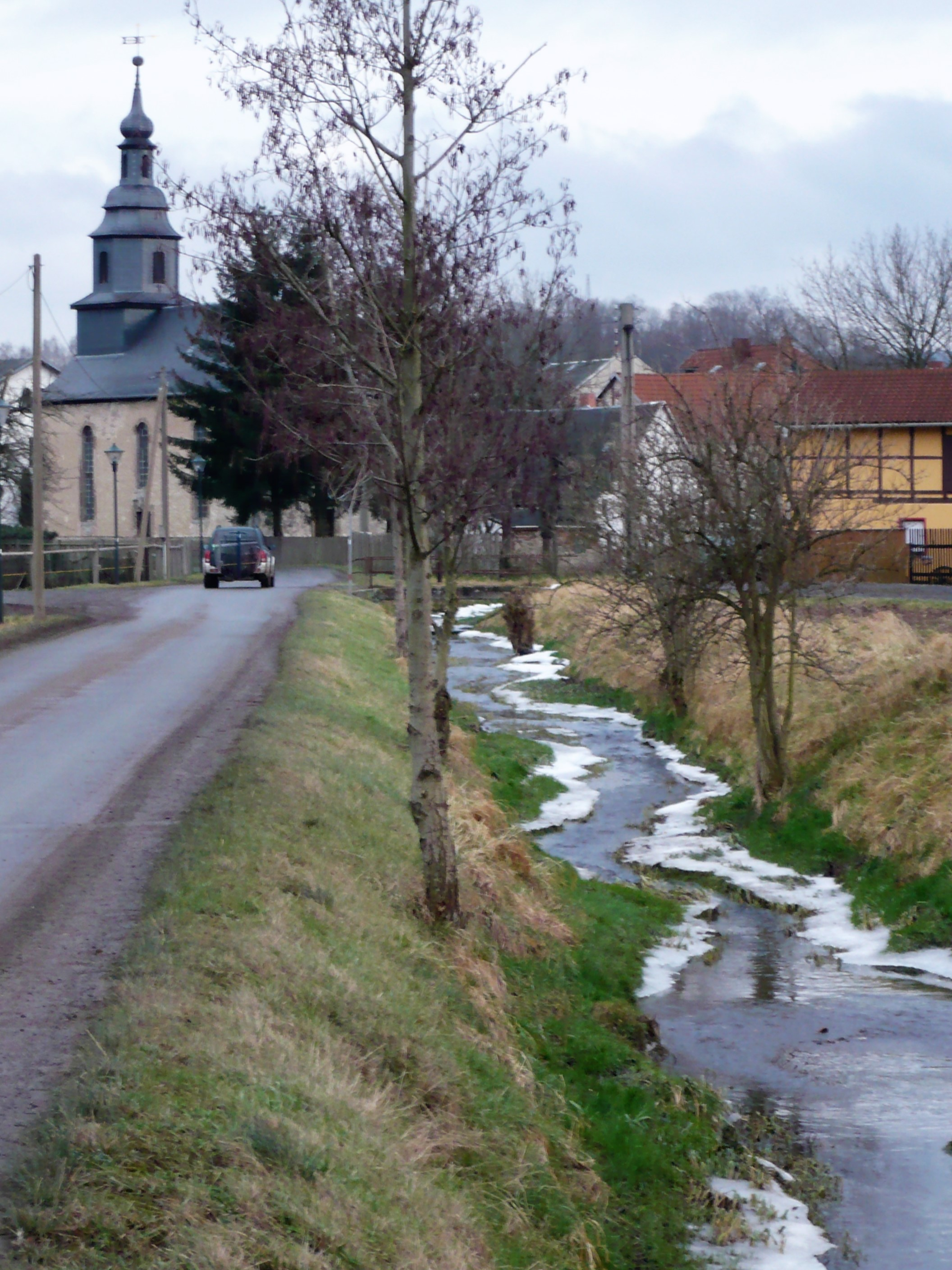
Dorfkirche Rehmen an der Gamse von Nordwesten

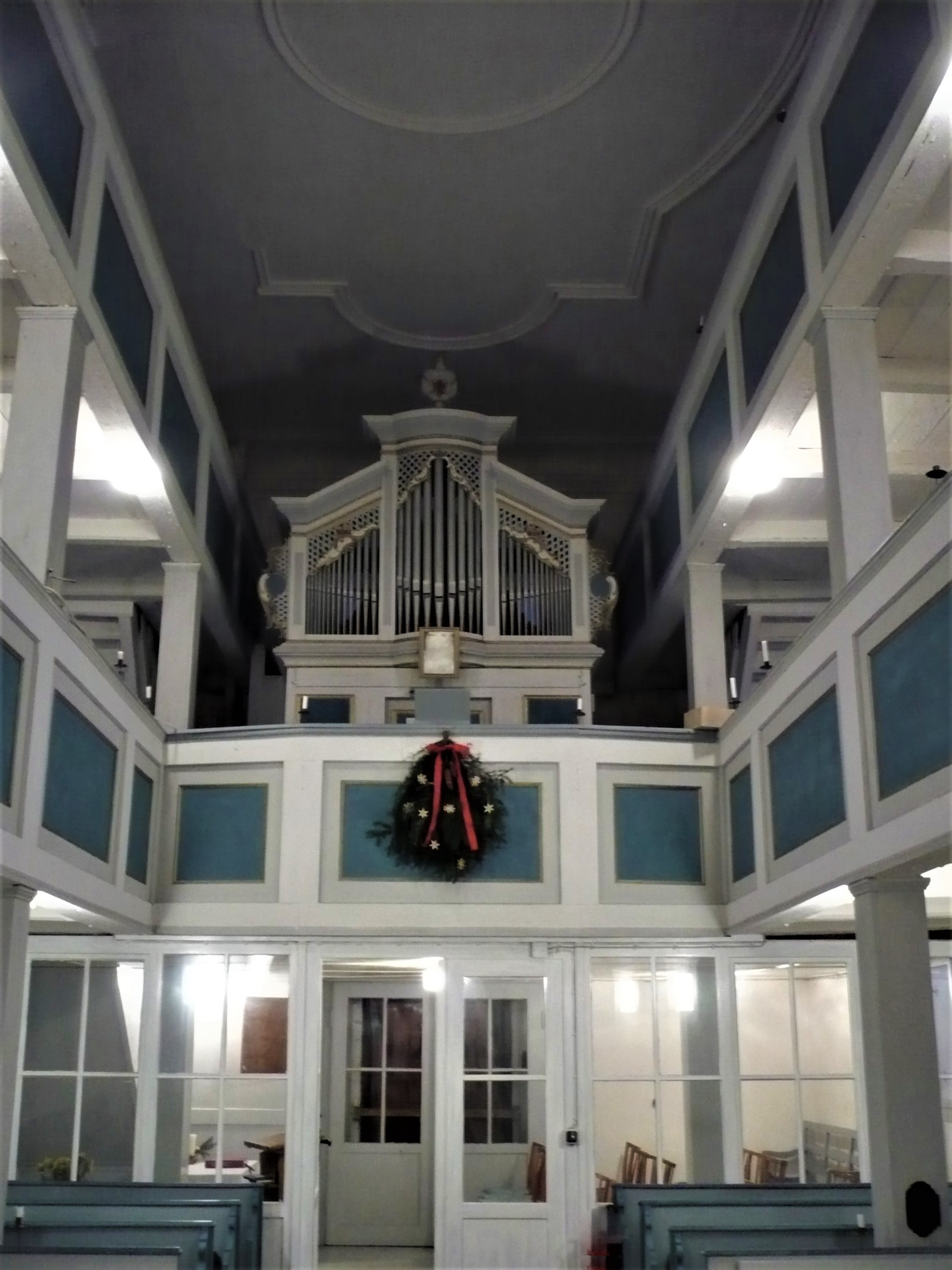
Innenraum mit Emporen und Gerhard-Orgel
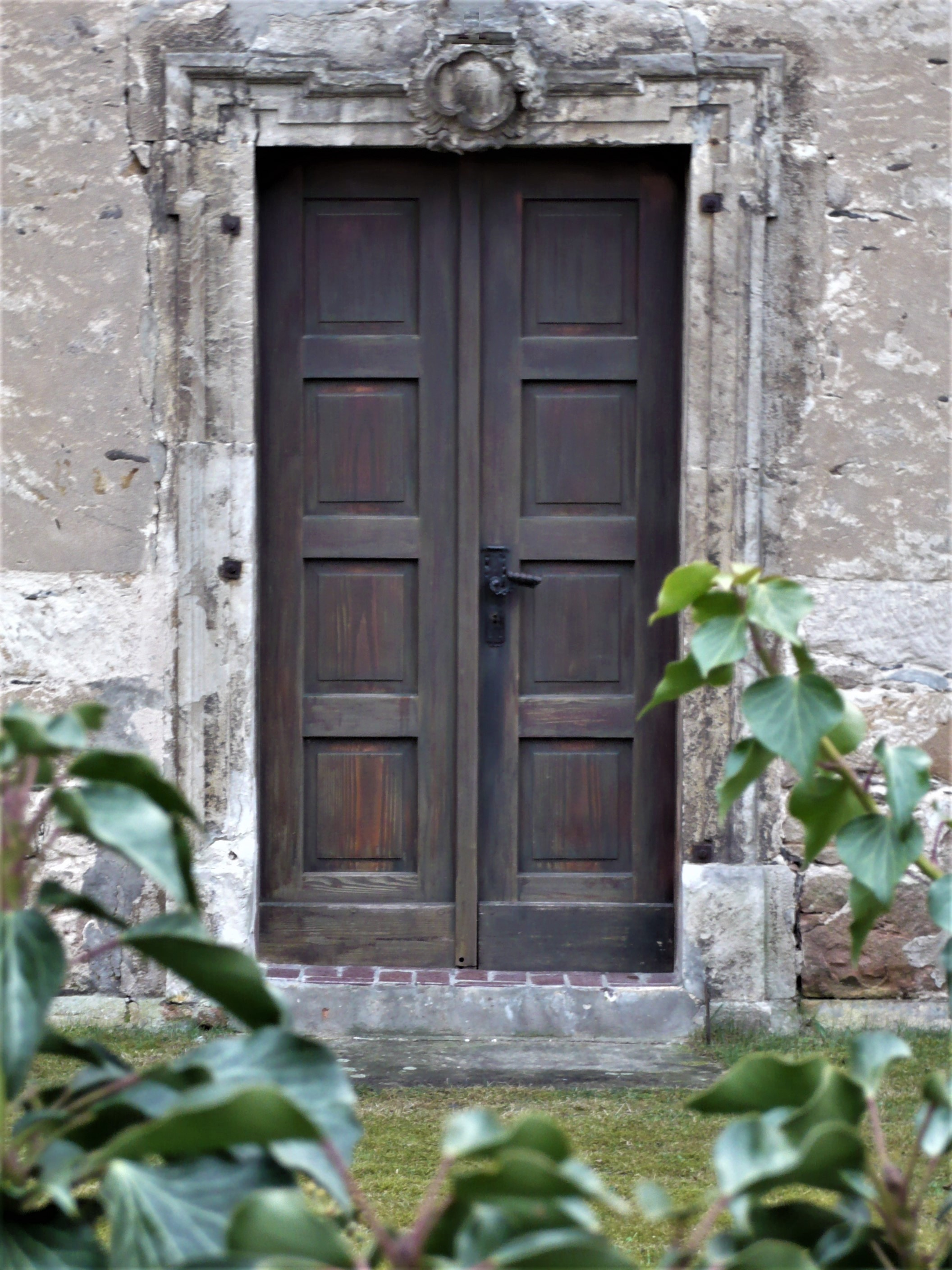
Kirchentür mit Ornamentik des Rokoko. In der Rocaille zu lesen: "Heilig, Heilig"
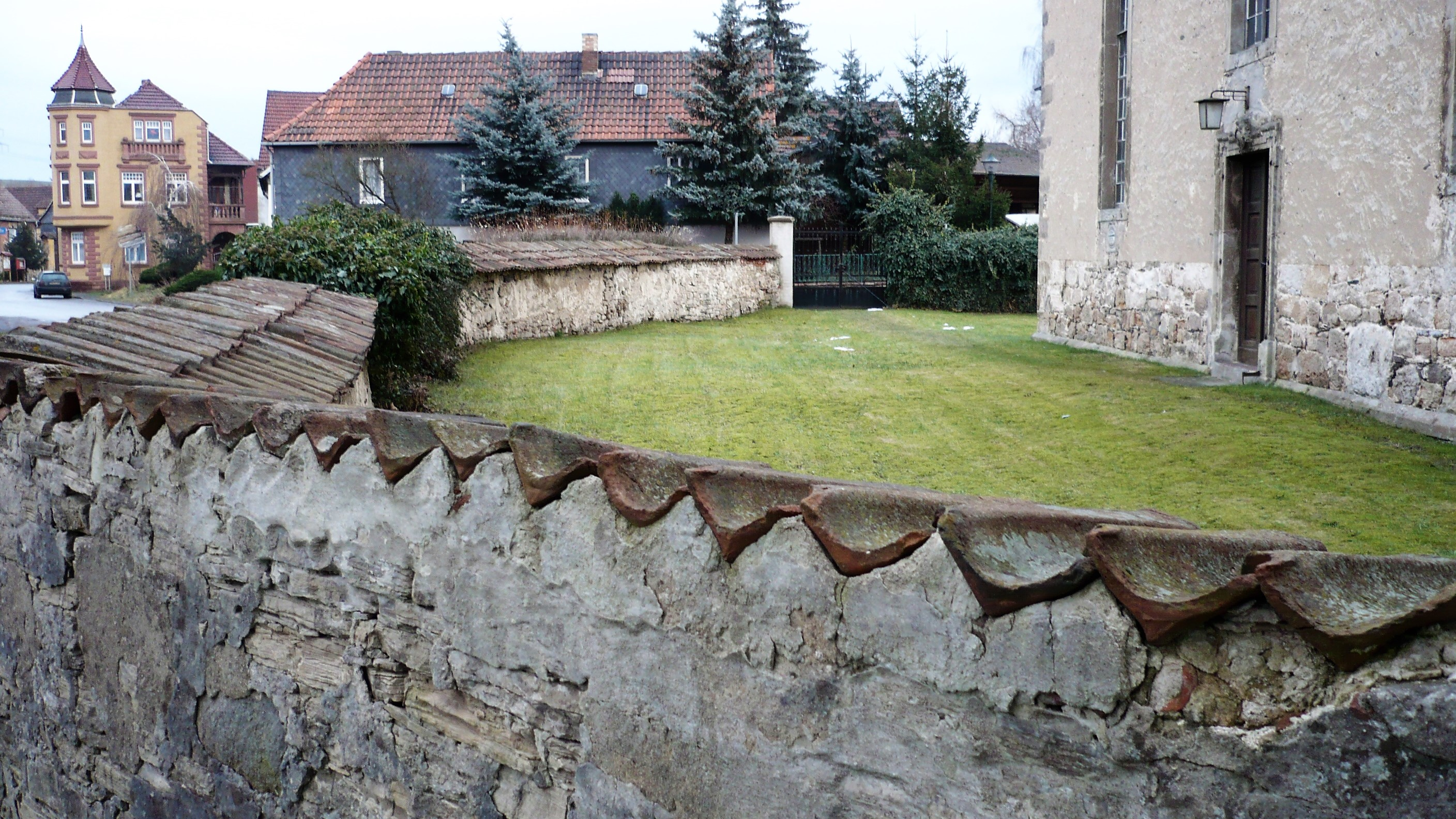
Kirchhof in Rehmen umgeben von einem hohen Mauerring.